# Jean Chapot
Jean Chapot (* 15. November 1930 in Bois-Guillaume, Département Seine-Maritime; † 10. April 1998 in Neuilly-sur-Seine, Département Hauts-de-Seine) war ein französischer Filmregisseur, Drehbuchautor und Filmproduzent. Er inszenierte mehrere Kinofilme, darunter Schornstein Nr. 4 und Die Löwin und ihr Jäger.

## Leben und Karriere
Jean Chapot kam 1930 im Département Seine-Maritime zur Welt. Chapot der bereits 1957 Erfahrungen als Nebendarsteller in Alex Joffés Filmdrama Die Erbarmungslosen vor der Kamera gesammelt hatte, startete seine eigentliche Filmkarriere 1960 als Drehbuchautor für Regisseur Robert Ménégoz mit der Filmkomödie Das Haus der 1000 Fenster. Die Hauptrollen spielten Pierre Fresnay und Jean-Louis Trintignant.
1966 drehte er das Filmdrama Schornstein Nr. 4 in der Besetzung Romy Schneider, Michel Piccoli und Hans Christian Blech, für das er auch selbst das Drehbuch schrieb. 1972 gewann er die Goldene Palme bei den Internationalen Filmfestspielen von Cannes für den besten Kurzfilm für Le fusil à lunette. 1973 entstand der von der Kritik hochgelobte Psychokrimi Die Löwin und ihr Jäger mit Alain Delon und Simone Signoret in den Hauptrollen und einem atmosphärisch stimmigen Soundtrack von Jean-Michel Jarre.
Seit 1978 entstanden unter seiner Regie auch einige Folgen für die französische Kriminalserie Die Fälle des Monsieur Cabrol sowie mehrere TV-Filme wie: Livingstone (1981), Frédéric und das Freudenmädchen (1991) oder Honorin et l’enfant prodigue (1994).
Chapot verstarb am 10. April 1998 in Neuilly-sur-Seine im Alter von 67 Jahren.

## Auszeichnungen
- 1972: Goldene-Palme-Preis "Palme d'or du court métrage" für Jean Chapot bei den Internationalen Filmfestspielen von Cannes für Le fusil à lunette

## Filmografie (Auswahl)

### Regie und Drehbuch
- 1966: Schornstein Nr. 4 (La voleuse)
- 1973: Die Löwin und ihr Jäger (Les granges brûlées)
- 1985: Blick in den Spiegel (Le regard dans le miroir) (Fernseh-Mehrteiler)

### Drehbuch
- 1960: Das Haus der 1000 Fenster (La millième fenêtre)
- 1965: Der Himmel brennt (Le ciel sur la tête)
- 1972: Le fusil à lunette
- 1976: Nea – Ein Mädchen entdeckt die Liebe (Néa)
- 1978: Die Fälle des Monsieur Cabrol (Les cinq dernières minutes) (1 Folge, 1978)
- 1979: Charles und Lucie (Charles et Lucie)
- 1991: Frédéric und das Freudenmädchen (Les mouettes) (Fernsehfilm)
- 1991: Plaisir d'amour

### Produktion
- 1979: Charles und Lucie (Charles et Lucie)
- 1991: Plaisir d'amour